# エルンスト (バイエルン公)
エルンスト（Ernst, 1373年 - 1438年7月2日）は、上バイエルン＝ミュンヘン公でヨハン2世の長男である。また、ヴィルヘルム3世と、ドイツ王ヴェンツェルの2番目の妃ゾフィーの兄でもある。

## 生涯
エルンストは1373年、ヨハン2世とその妻でゲルツ伯マインハルト6世の娘カタリーナの間に生まれた。
1397年に父が死亡したため、弟のヴィルヘルム3世と共に遺領を相続した。しかし、伯父の上バイエルン＝インゴルシュタット公シュテファン3世が領土を奪おうとしたために対立、ミュンヘン市民の暴動まで発生した。最終的にプファルツ選帝侯ループレヒト3世の仲介でエルンスト、ヴィルヘルム3世の領有で解決、暴動も鎮圧された。その後1414年に従兄弟の下バイエルン＝ランツフート公ハインリヒ16世とインコ同盟（ドイツ語：Bündnis des Sittich）を結び、もう1人の従兄弟・ルートヴィヒ7世（シュテファン3世の子）と戦った。
1421年以降争いは勢いを増し、翌22年に起こったアリング近郊での戦いではエルンストが勝利した。
1425年に遠縁の下バイエルン＝シュトラウビング公ヨハン3世が世を去ってシュトラウビング＝オランダ家が断絶すると、1427年に兄弟は遺領のシュトラウビング部分を獲得した。
1429年、プレスブルクの仲裁（ドイツ語：Preßburger Schied）によってヨハン3世の遺領をルートヴィヒ7世、ハインリヒ16世と正式に分割し、エルンストはシュトラウビング、ミッテルフェルス、ハイダウ、ボーゲンの町及び地方裁判所と、レーゲンスブルクのユダヤ人後援、公爵裁判所、造幣局を除く全ての権利を獲得した。
晩年は子のアルブレヒト3世と結婚問題で対立、アルブレヒト3世と密かに結婚したアグネス・ベルナウアーを1435年にドナウ川のシュトラウビングにほど近い辺りで溺れさせて殺害したが、11月に和睦、アルブレヒト3世が別の女性と結婚することで事態は解決した。1438年に死去。

## 家族
1395年、ミラノ僭主ベルナボ・ヴィスコンティの娘エリザベッタ・ヴィスコンティと結婚した。
1. アルブレヒト3世（1401年 - 1460年）[1] - 上バイエルン＝ミュンヘン公
2. ベアトリクス（1403年 - 1447年） - 最初にツェリェ伯ヘルマン2世の子ヘルマン3世と結婚、次にプファルツ＝ノイマルクト公ヨハンと再婚[1]。
3. エリーザベト（1406年 - 1468年） - 最初にユーリヒ＝ベルク公アドルフと結婚、次にハッソー・フォン・ライニンゲンと再婚[1]。
4. アマーリエ（1408年 - 1432年）